# Irizar (Nutzfahrzeughersteller)

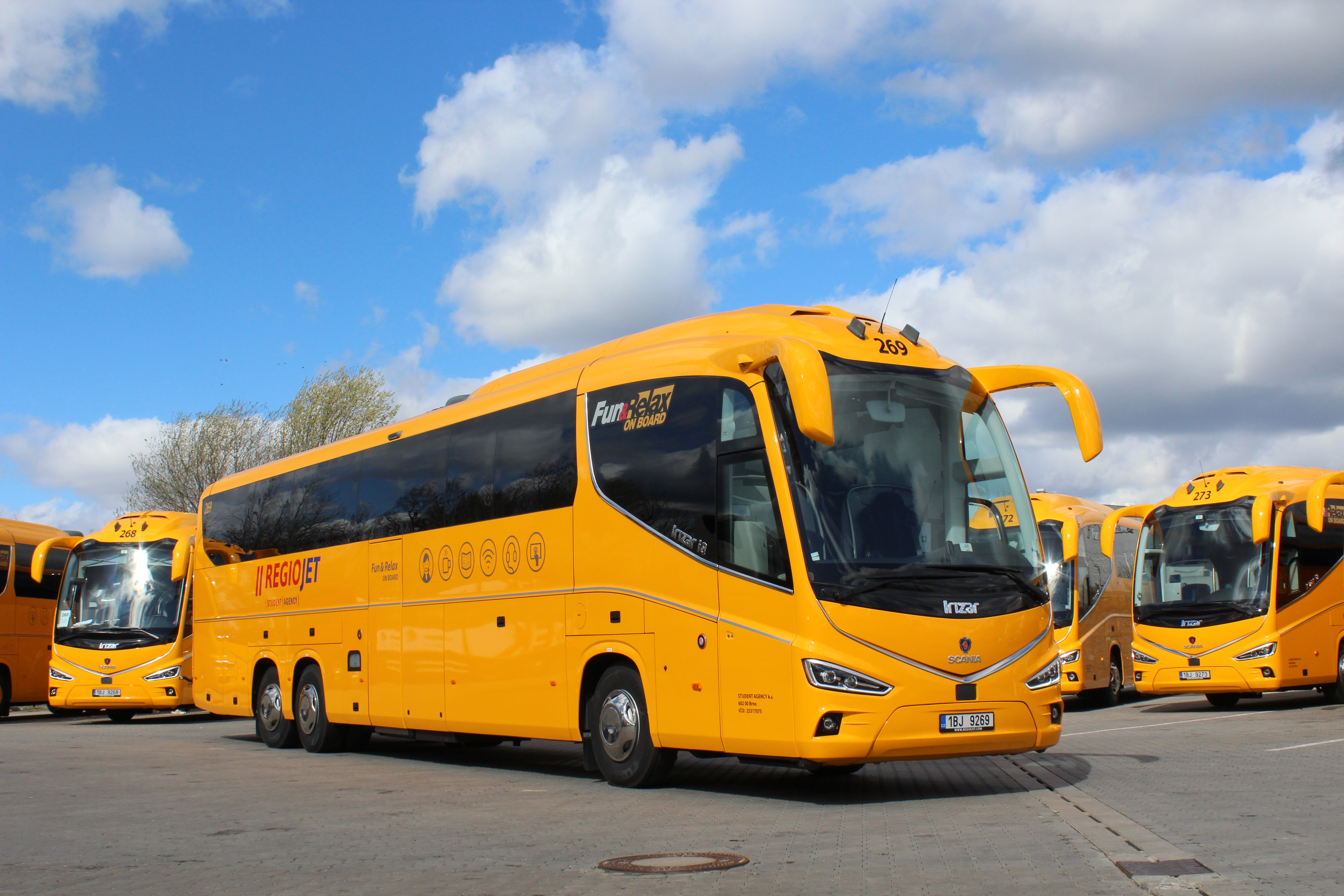
Irizar-i8-Autobusse von Student Agency

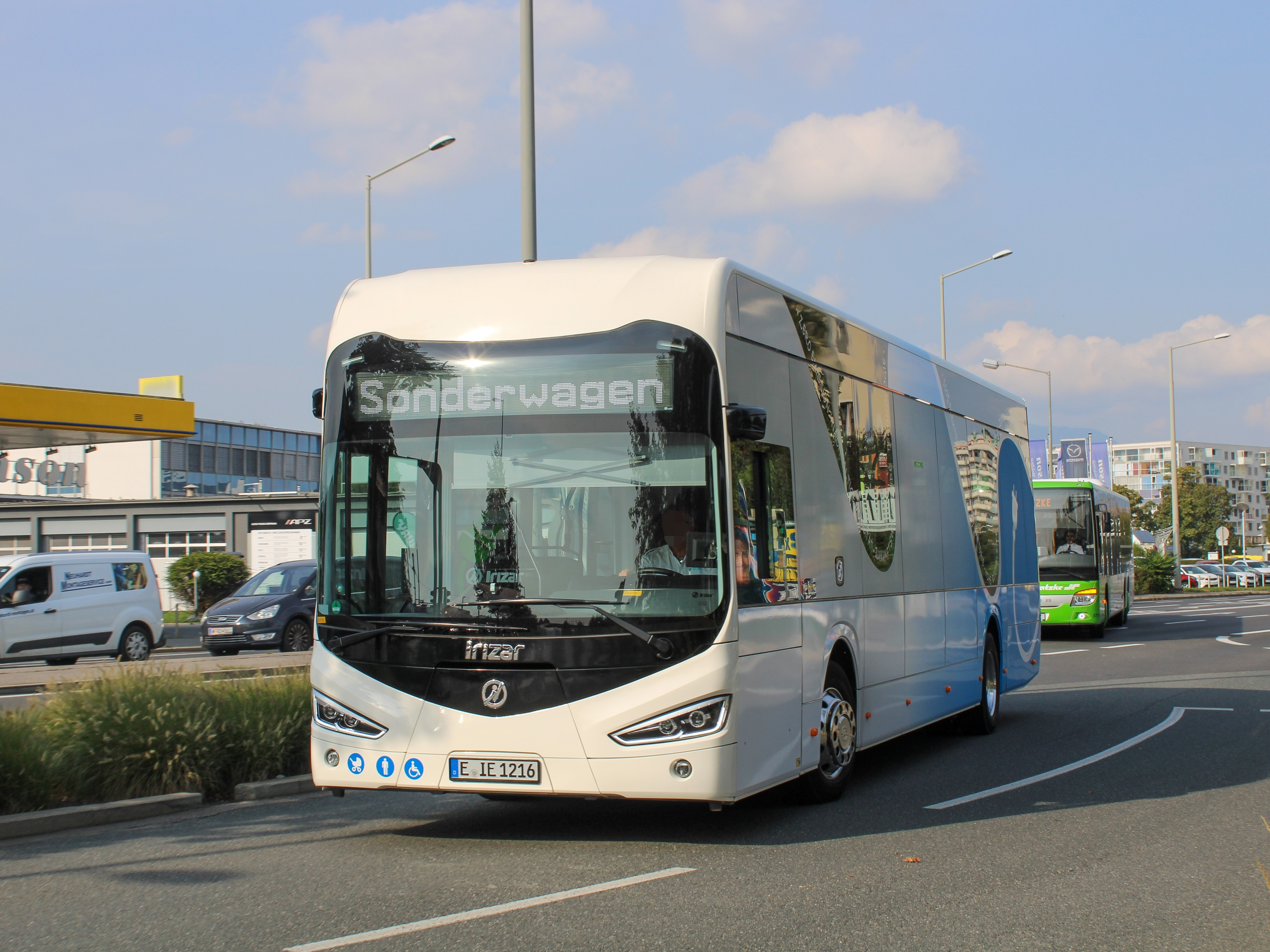
Irizar ie bus

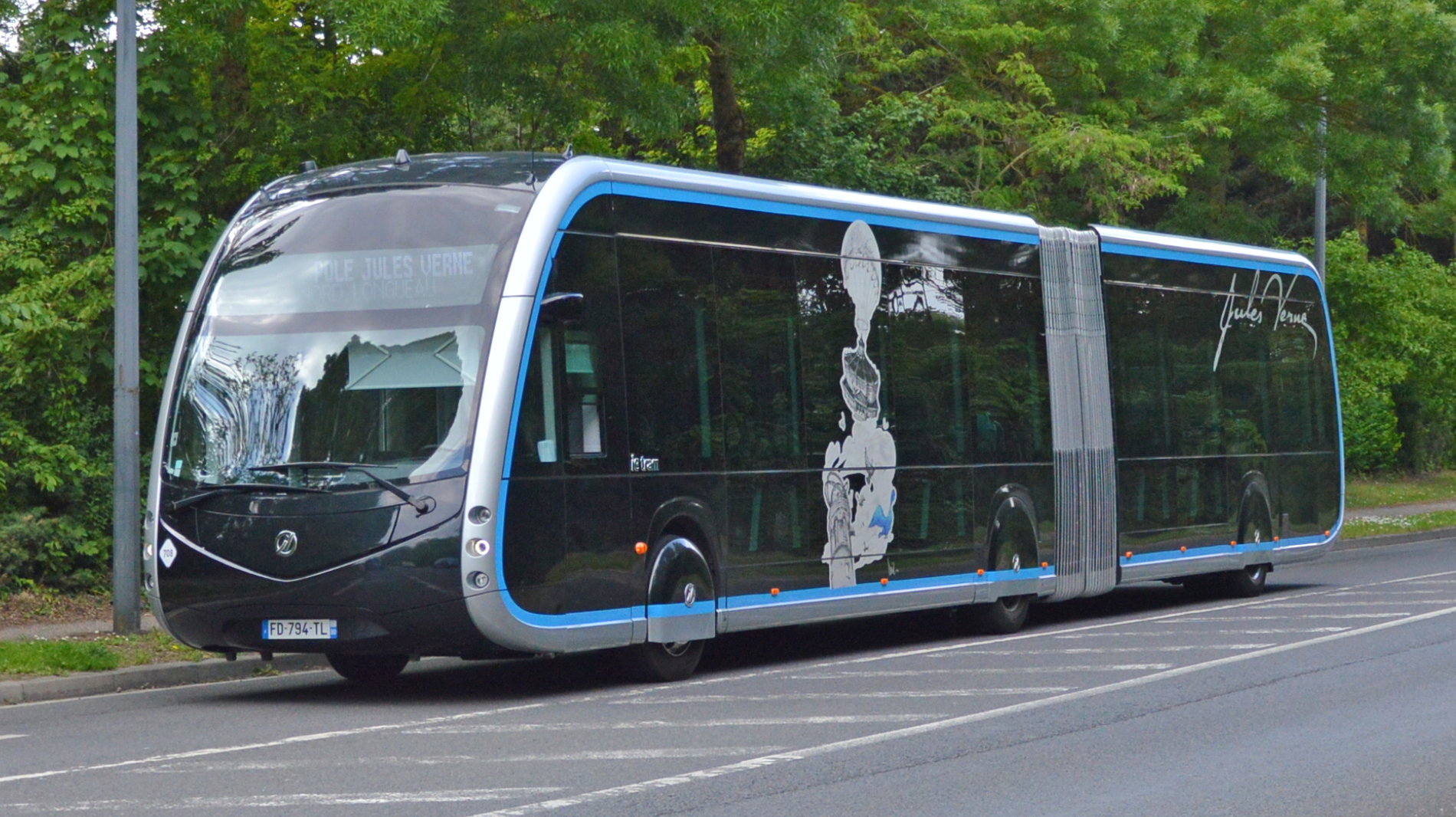
Irizar ie tram in Amiens

Irizar ist ein spanischer Nutzfahrzeughersteller mit Sitz im baskischen Ormaiztegi.

## Geschichte
Das Unternehmen wurde 1889 von Jose Antonio Irizar in Ormaiztegi als Zulieferbetrieb gegründet und stellte zunächst Aufbauten für zugtierbespannte Wagen her. Seit 1927 ist Irizar auf die Herstellung von Autobussen auf Fahrgestellen anderer Nutzfahrzeughersteller spezialisiert. 1963 wurde Irizar in eine Genossenschaft umgewandelt. Infolge einer schlechten Unternehmensstrategie in den 1980er-Jahren stand Irizar Anfang der 1990er-Jahre kurz vor der Insolvenz.
Koldo Saratxaga rettete das Unternehmen und trug maßgeblich dazu bei, dass sich binnen 25 Jahren die Mitarbeiterzahl mehr als verneunfachte. Von 2001 bis 2014 war Irizar zusammen mit T V Sundram Iyengar & Sons Limited (zur TVS Group gehörend) und Ashok Leyland am Joint Venture Irizar TVS Limited beteiligt. 2004 konnte ein Umsatz von 310 Millionen Euro verzeichnet werden, 2005 wurden 1600 Busse hergestellt. 2014 wurde die Jahresproduktion mit bis zu 6000 Einheiten angegeben, für das Jahr 2016 wurden etwa 2800 verkaufte Busse genannt, im selben Jahr betrug der Umsatz etwa 600 Millionen USD. Seit 2014 stellt das Unternehmen auch Batteriebusse her.

## Batteriefahrzeuge
Irizar spezialisierte sich auf batterieelektrische Fahrzeuge. Es werden Batteriebusse der Typen ie bus und ie tram sowie Batterie-Lkw mit dem Namen ie truck angeboten.
Der ie bus wird als zehn oder zwölf Meter langer Solobus oder als 18 Meter langer Gelenkbus vertrieben. Nach Herstellerangaben beträgt die Reichweite rund 250 Kilometer bei einer Batteriekapazität von 350 kWh.
Mit dem ie tram bietet Irizar ein Busdesign an, das an die Gestaltung einer modernen Straßenbahn angelehnt ist. Es werden 12-Meter-Standardbusse und 18-Meter-Gelenkbusse produziert und unter anderem an Betriebe in Amiens, Valladolid oder Saragossa geliefert.